# Dorrit Hoffleit
Ellen Dorrit Hoffleit (12 de marzo de 1907 - 9 de abril de 2007) fue una astrónoma estadounidense de la Universidad de Yale. Es conocida por su trabajo sobre estrellas variables, astrometría, espectroscopía, y por el Bright Star Catalog, así como su función como mentora de muchas generaciones de astrónomos.

## Biografía
El interés de Hoffleit en la astronomía comenzó en 1919 con la lluvia de meteoros que observó con su madre.
Obtuvo su Bachelor of Arts en 1928 graduándose summa cum laude en Matemáticas, antes de comenzar a trabajar en el Observatorio del Harvard College buscando estrellas variables.
Obtuvo su PhD en astronomía en el Radcliffe College y fue contratada como astrónoma en Harvard en 1948. Permaneció allí hasta 1956, cuando se trasladó a Yale, donde se jubiló en 1975.
En Yale siguió los pasos de Ida Barney continuando su trabajo de astrometría, y de quien escribió: "Conocerla fue un placer, una inspiración y un privilegio, tanto en el trabajo como socialmente".
Hoffleit también fue directora del Observatorio Maria Mitchell en Nantucket de 1957 hasta 1978, donde dirigió programas de verano para más de 100 estudiantes, muchos de ellos tuvieron exitosas carreras de astrónomos.
En sus últimos años en Yale, Hoffleit tomó a su cargo cursos básicos de astronomía para estudiantes de pregrado. Sus clases apasionadas en Davies Hall, normalmente con más de 100 estudiantes, eran una fuente de inspiración para ellos. Generó gran interés por la astronomía en los jóvenes, aun cuando muchos de ellos asistían a sus clases para satisfacer un requisito formal de sus estudios de pregrado.
A mediados de los 50, Hoffleit asesoró al Laboratorio de Investigación Balística del Ejército de los Estados Unidos en reducción del efecto Doppler
Fue la autora del Bright Star Catalogue, un compendio de información sobre las 9.110 estrellas más brillantes del firmamento; asimismo fue coautora de The General Catalogue of Trigonometric Stellar Parallaxes, conteniendo precisas mediciones de distancias de 8.112 estrellas, información crítica para entender la cinemática de la Vía Láctea y la evolución del sistema solar.
Junto a Harlan J. Smith, Hoffleit descubrió la variabilidad óptica del primer cuásar descubierto, 3C 273.
En 1988, Hoffleit recibió el Premio George Van Biesbroeck por parte de la American Astronomical Society por una vida dedicada a la astronomía. Cumplió 100 años el 12 de marzo de 2007 y murió un mes más tarde por complicaciones de un cáncer.

## Otras lecturas
- «Bibliography: Dorrit Hoffleit». Women in Astronomy. Biblioteca del Congreso de Estados Unidos.